# Paulo Quezado

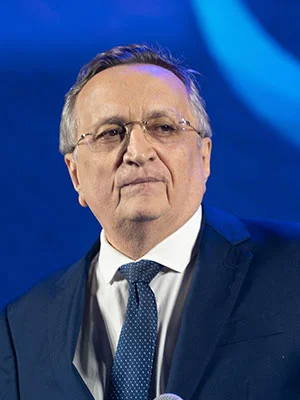
Paulo Quezado

Paulo Napoleão Gonçalves Quezado (Aurora, Ceará, 05 de setembro de 1955), mais conhecido como Paulo Quezado, é um jurista, político, professor e escritor. É considerado um dos mais influentes advogados do Ceará, tendo ampla atuação na advocacia criminal em casos de grande repercussão nacional. 
Foi Deputado Estadual, pelo Partido Democrático Trabalhista (PDT) e presidente da Ordem dos Advogados do Brasil, OAB/Ceará.
Paulo Quezado nasceu em 05 de setembro de 1955, em Aurora, Ceará, cidade fundada pelo seu tataravô, Coronel Francisco Xavier de Souza. Filho do Tabelião José Pinto Quezado e de Leopoldina Gonçalves Quezado, vem de uma família tradicional na área do direito, sendo bisneto de Napoleão Quezado Filgueiras, promotor de justiça e ex-deputado estadual do Ceará. Seu pai foi o Titular do Cartório Quezado, 1° Ofício de Aurora, fundado em 1906. Sua mãe foi a primeira vereadora de Aurora, se destacando pela luta para implantação de escolas fundamentais. Ela foi homenageada pelo Governo do Estado do Ceará, e hoje dá nome a Escola Estadual de Educação Profissional Leopoldina Gonçalves Quezado. Paulo Quezado é primo do colunista Lúcio Brasileiro, do político Acilon Gonçalves e do jornalista José Nairton Quezado Cavalcante, o Neno Cavalcante.
Iniciou seus estudos em sua cidade natal, transferindo-se para Fortaleza onde cursou o ensino secundário nos Colégios João Pontes e Gregório Mendel. Bacharelou-se em Direito pela Universidade Federal do Ceará (UFC), e em História pela Universidade Estadual do Ceará (UECE). 
Enquanto cursava a faculdade, foi professor de história nos Colégios 7 de Setembro, Santa Cecília, Dorotéias, São João e Castelo. É advogado militante desde 1979, tendo lecionado na Universidade Federal do Ceará no período de 1979 a 1981 e no curso de Direito da Universidade de Fortaleza (Unifor), entre 1994 e 1995. Foi também professor do curso de História da Universidade Estadual do Ceará, de 1980 até 2004.
Quezado costuma apoiar a Associação dos Filhos e Amigos de Aurora (AFAA), participando regularmente do Encontro Nacional dos Filhos e Amigos de Aurora. Nas palavras dele: “Sou um caboclo do Interior e gosto de coisas simples”.
Ele é casado com Viviane Quezado e pai dos quadrigêmeos, Giovanna, Guilherme, Eduardo e André.
Paulo Quezado foi Deputado Estadual Constituinte. Descendente de tradicional família política na região do Cariri, foi eleito deputado estadual para a legislatura de 1987–1990 pelo Partido Democrático Trabalhista (PDT), tendo sido 4º secretário da Assembleia Legislativa do Ceará no biênio 1987–1988. Como parlamentar, teve atuação política intensa. Foi também presidente do PDT no Ceará. 
Foi, ainda, candidato a Deputado Federal pelo PDT, ocasião em que não se elegeu. Em 2018, foi convidado por Jair Bolsonaro, então candidato a Presidente do Brasil, para concorrer ao Senado Federal pelo Estado do Ceará, não tendo aceitado o convite.
Entre 1985 e 1988, foi conselheiro estadual da Ordem dos Advogados do Brasil – OAB/CE e conselheiro federal de 1989 a 1990.
Eleito presidente da OAB/CE para o triênio 1998–2000 e reeleito para a gestão 2001–2003. Em sua gestão, a OAB/CE defendeu ativamente os interesses dos advogados, criando diversas Comissões e fazendo-as funcionar efetivamente. Construiu as sedes da OAB em Sobral, Crato e Iguatu, instalando nova sede para a OAB de Juazeiro do Norte. Inaugurou várias salas para advogados nos Fóruns de diversas comarcas do interior cearense e na capital, equipando-as com computadores e minibibliotecas. 
Criou o transporte do advogado na capital, instituindo gratuitamente algumas “vans” para o transporte dos advogados do centro até o Tribunal de Justiça e de Juazeiro do Norte a Crato. Inaugurou o estacionamento do advogado no Fórum Clóvis Beviláqua. Em Fortaleza, criou o Centro de Pesquisa da OAB. Sua gestão notabilizou-se também pela defesa de interesses coletivos da sociedade, como no ingresso de ações de inconstitucionalidade contra o aumento do IPTU, contra a taxa do lixo e outras. Encerrada sua gestão como presidente do Conselho Estadual da OAB, foi eleito conselheiro federal para o triênio 2004–2007. É ainda conferencista para Congressos Nacionais e Internacionais de Direito e autor dos livros: "Usucapião", "Sigilo Bancário", "Crimes contra a Ordem Tributária" e "Lei do Mandado de Segurança".
Atuou como advogado de casos de destaque no Brasil, como o julgamento dos líderes do assalto ao Banco Central de Fortaleza, de réus na Operação Lava Jato, do homicídio da sobrinha-neta do ex-Presidente da República José Sarney, dentre outros casos de grande repercussão.
É sócio fundador do Escritório de Advocacia Paulo Quezado, com mais de 40 anos de atuação nas mais variadas especialidades do direito, e sendo eleito o escritório mais admirado por vários anos.
1. Delação Premiada, Paulo Quezado & Jamile Virginio[7].
2. Quebra de Sigilo Bancário: Uma Analise Constitucional, Paulo Quezado & Rogério Lima.
3. Lei do Mandado de Segurança: Doutrina e Jurisprudência, Paulo Quezado.
4. O Usucapião Especial, Paulo Quezado & Marcelo Martins.
5. Comentários à Lei N° 12015/09 Sobre os Crimes Contra a Dignidade Sexual, Paulo Quezado & Alex Santiago.
6. A Lei dos Crimes Contra o Sistema Financeiro Nacional: Notas e Jurisprudência, Paulo Quezado.
7. O Vereador e Sua Atuação Parlamentar, Paulo Quezado & Adriano M. Brito.